# Olešná (Pelhřimovi járás)
Olešná település Csehországban, a Pelhřimovi járásban. Olešná Putimov, Proseč pod Křemešníkem, Střítež pod Křemešníkem és Pelhřimov településekkel határos. Lakosainak száma 565 fő (2024. január 1.).

## Népesség
A település lakosságának változását az alábbi diagram mutatja:
| Lakosok száma | 754  | 759  | 811  | 586  | 477  | 533  | 562  | 570  | 561  | 565  |
|               | 1869 | 1890 | 1921 | 1950 | 1980 | 2001 | 2017 | 2019 | 2022 | 2024 |